# Lili Cros et Thierry Chazelle
Lili Cros et Thierry Chazelle est un duo musical français formé par Lili Cros (chanteuse, bassiste et guitariste) et son époux Thierry Chazelle (chanteur, guitariste et joueur de mandoline).

## Notice biographique
Le duo monte pour la première fois sur scène en 2008 durant le festival de Tadoussac au Québec. Le même jour, le 13 octobre 2008, ils sortent un album solo  sous le même label : Lili Cros avec La Fille aux Papillons et Thierry Chazelle avec Un Monde meilleur.
Leur premier album en duo Voyager léger sorti le 18 juillet 2011 est réalisé et mixé par Ignatus.
Ils donnent des spectacles en France et à l’étranger dont des premières parties de Yves Jamait, Tryo, Camille, Oldelaf, Amélie-les-crayons, Alexis HK.
Le 18 mai 2019, pour leur 723e concert, ils jouent pour la première fois à l’Olympia de Paris.